# استیون سوانسون
استیون ری سوانسون (به انگلیسی: Steven Ray Swanson) فضانورد اهل کشور ایالات متحده آمریکا است که در ۳ دسامبر ۱۹۶۰ میلادی در سیراکیوز، نیویورک زاده شد. وی در مأموریت اس‌تی‌اس-۱۱۷، اس‌تی‌اس-۱۱۹ حضور داشته‌است.